# البروتستانتية في السعودية
البروتستانتية هي أقلية دينية في المملكة العربية السعودية ذات الأغلبية المسلمة. قدر في عام 2019 عدد المسيحيين الذين يعيشون في المملكة العربية السعودية بنحو 1.2 مليون ومع ذلك، من غير المعروف عدد البروتستانت والكاثوليك والأرثوذكس. وتشير تقديرات أخرى إلى أن هذا يزيد عن 2 مليون. في عام 2009، قدر عدد أتباع البروتستانتية بأكثر من 100000، على الرغم من أن العديد منهم غير منتسبين.
تسمح السعودية للمسيحيين بدخول البلاد كعمال أجانب للعمل المؤقت، لكنها لا تسمح لهم بممارسة عقيدتهم علانية. النسبة المئوية لمواطني المملكة العربية السعودية من المسيحيين هي صفر رسميًا، حيث تمنع المملكة العربية السعودية التحول من الإسلام (الردة) ويعاقب عليه بالإعدام. على هذا النحو، فإن الموقف الرسمي للحكومة هو أن جميع المسيحيين في المملكة هم عمال أجانب.
تحظر الممارسة العامة للدين المسيحي. ومع ذلك، هناك حالات يتبنى فيها المسلم الديانة المسيحية البروتستانتية، ويعلن إيمانه سراً. في الواقع، إنهم يمارسون شعائر البروتستانت، لكنهم مسلمون شرعيًا. تقدر دراسة عام 2015 أن حوالي 60 ألف مؤمن بالمسيح من خلفية إسلامية. معظم هؤلاء يؤيدون شكلاً من أشكال المسيحية الإنجيلية أو الكاريزمية.